# Nightmares in the Trenches
Nightmares in the Trenches — компіляція американського репера Lil Durk та гіпгоп-лейблу Only the Family, видана ними разом з Alamo Records 17 листопада 2023 р. Є шостою збіркою лейблу.

## Реліз та просування
Для просування компіляції разом з офіційним відеокліпом рівно за тиждень до виходу проєкту випущено один сингл «Smurk Carter». Він дебютував на 95-ій сходинці Billboard Hot 100.
Дерк оголосив збірку, поділився обкладинкою і датою релізу в день виходу синглу, а список пісень — кількома днями пізніше. На обкладинці зображено відбиток черепа на сріблястій вініловій платівці, яку тримають дві помаранчеві стрічки, з помаранчевою наліпкою в кутку, що позначає назву альбому та ім'я виконавців.

## Список пісень
| #     | Назва                                   | Автор                                                             | Продюсер(и)                 | Тривалість |
| ----- | --------------------------------------- | ----------------------------------------------------------------- | --------------------------- | ---------- |
| 1.    | «Nobody's Safe» (OTF Boonie Moe, Rob49) | Антоніо Джонс Роберт Томас Кальвін Ґіллен Юзеф Джудех             | DotMidorii Judehproductions | 3:20       |
| 2.    | «Eyes Red»                              | Дерк Бенкс Веслі Ґлес                                             | Wheezy                      | 2:25       |
| 3.    | «Posted At» (THF Zoo, Cokilla)          | Дівонша Колльє Кевін Бесс Міхаїл Канюшкевич Олександр Смірнов     | Marqo BroskiBoi             | 2:00       |
| 4.    | «Them Ones»                             | Бенкс Даррелл Джексон                                             | Chopsquad DJ                | 1:45       |
| 5.    | «I'm the Type» (Lil Durk, Chief Wuk)    | Бенкс Вонтрелл Вокер                                              | PradaShui                   | 2:36       |
| 6.    | «Last One» (Doodie Lo, YTB Fatt)        | Девід Солсберрі Рашан Кайлз Дівонте Ричмонд                       | Cicero DJ Bandz             | 2:45       |
| 7.    | «Fuck It» (Lil Durk, Icewear Vezzo)     | Бенкс Чайвз Сміт Браян Вулф                                       | BrianWolf201                | 2:59       |
| 8.    | «Hood Said»                             | Бенкс Джастін Ґібсон Від Вуценович                                | JusVibes ForeignGotEm       | 3:01       |
| 9.    | «Whatever You Wit» (Cokilla, Deeski)    | Бесс Деандре Вілсон Джексон                                       | Chopsquad DJ                | 3:15       |
| 10.   | «It's on Me» (Booka600)                 | Даронтез Мейо Роберт Голловей-мл. Ґевін Воллес Александер Гельмут | Robbo3AM Noble Alek         | 2:38       |
| 11.   | «Smurk Carter»                          | Бенкс Джексон                                                     | Chopsquad DJ                | 3:37       |
| 30:25 |                                         |                                                                   |                             |            |

## Чартові позиції
| Чарт (2023)                            | Найвища позиція |
| -------------------------------------- | --------------- |
| США Billboard 200                      | 114             |
| США Top R&B/Hip-Hop Albums (Billboard) | 40              |